# Juri Knorr
Juri Knorr (Flensburg, 2000. május 9. –) német válogatott kézilabdázó, a Rhein-Neckar Löwen játékosa.

## Pályafutása

### Klubcsapatokban
Knorr gyerekként VfL Bad Schwartau és a MTV Lübeck csapatában kezdett kézilabdázni. Ezekben az egyesületekben a kézilabda mellett a labdarúgócsapatban is szerepelt. 2017-ben csatlakozott a HSG Ostsee N / G csapatához, ahol édesapja, a korábbi válogatott kézilabdázó, Thomas Knorr volt az edzője.
2018-ban igazolta le az FC Barcelona. 18 évesen a spanyol csapatnak elsősorban a másodosztályban szereplő együttesében kapott szerepet. Az idény végéig hat bajnoki mérkőzés jutott neki az első csapatban is, ezeken összesen hat gólt is szerzett, így részese volt a bajnoki címet nyerő csapat sikerében. 2019-ben a német első osztályban szereplő GWD Minden játékosa lett. Első szezonjában 17 bajnoki mérkőzésen lépett pályára, ezeken összesen 45 találatot ért el. A következőben már csapata meghatározó játékosa tudott lenni, 35 bajnoki mérkőzésen 161 találatot szerzett a Bundesliga 16. helyén végző csapatában. 2021-ben lett a bajnoki 5. helyezett, Európa-ligában is induló Rhein-Neckar Löwen játékosa. Ezzel a csapattal 2023-ban Német-kupagyőztes lett.

### A válogatottban
2018-ban részt vett az ifjúsági Európa-bajnokságon, amelyen balátlövő pozícióban beválasztották az All-Star csapatba. A felnőtt válogatottban 2020 novemberében mutatkozott be egy Bosznia-Hercegovina ellen vívott Európa-bajnoki selejtező mérkőzésen. Első világeseménye a 2021-ben megrendezett tokiói olimpia volt. A 2023-as világbajnokságon a német csapat leggólerősebb játékosaként 53 találatával a góllövőlista harmadik helyén végzett, és megválasztották a torna legjobb fiatal játékosának. A 2024-es Európa-bajnokságon 50 góllal újra csapata legeredményesebb játékosa volt és az All-Star csapatba is bekerült. A párizsi olimpián ezüstérmes német válogatott tagja volt, ezen a tornán is beválasztották az All-Star csapatba.

## Sikerei, díjai
- Olimpiai ezüstérmes: 2024
- Spanyol bajnok: 2019
- Német-kupagyőztes: 2023

- 2023-as világbajnokság legjobb fiatal játékosa
- A 2024-es Európa-bajnokság All-Star csapatának tagja
- A 2024-es olimpia All-Star csapatának tagja